# 虞关乡
虞关乡，是中华人民共和国甘肃省陇南市徽县下辖的一个乡镇级行政单位。

## 行政区划
虞关乡下辖以下地区：
虞关村、阳坪村、穆坪村、穆家沟村、许坝村、山岔村、芋滩村、八渡沟村、仁山村、山坪村、山关村、未子村和北雀村。